# Buchnera ledermannii
Buchnera ledermannii är en snyltrotsväxtart som beskrevs av Pilger. Buchnera ledermannii ingår i släktet Buchnera och familjen snyltrotsväxter. Inga underarter finns listade i Catalogue of Life.